# Pelargonsäure
Die Pelargonsäure (Nonansäure) ist eine gesättigte Fett- bzw. Carbonsäure, die sich vom Alkan n-Nonan ableitet. Sie ist eine bei Standardbedingungen flüssige, unangenehm ranzig riechende Alkansäure. Sie ist schwerlöslich in Wasser, jedoch leicht löslich in Alkoholen oder Essigester. Ihre Salze bzw. Ester heißen Pelargonate oder Nonanoate. Der Name leitet sich von den Pelargonien, einer Gattung der Storchschnabelgewächse, ab, da sie u. a. in deren Blättern vorkommt.

## Vorkommen
Pelargonsäure kommt in Form ihrer Ester in den Blättern von Pelargonium roseum, Ajania, Rubus, sowie im Hopfenöl, Rosenöl und auch der menschlichen Haut vor. Sie ist ein Produkt der Ozonolyse von ω−9-Fettsäuren wie z. B. Ölsäure oder Erucasäure. Pelargonsäure ist ein flüchtiger Aromastoff in Honig.

## Verwendung
Die Pelargonsäure dient zur Herstellung von Schmiermitteln, Alkydharzen und Weichmachern. Sie wird zudem auch als Herbizid eingesetzt. Ab 2023 möchte die Deutsche Bahn für die Trassenpflege komplett auf das umstrittene Totalherbizid Glyphosat verzichten, als Ersatz soll unter anderem Pelargonsäure zum Einsatz kommen. Pelargonsäure ist auch der Wirkstoff in manchen Fernhaltemitteln (z. B. gegen Kaninchen). Zudem lassen sich aus ihr hydrotrope Salze herstellen.

## Zulassung
In Deutschland, Österreich und der Schweiz sind Pflanzenschutzmittel mit dem Wirkstoff Pelargonsäure zugelassen.